# Otto Greiner

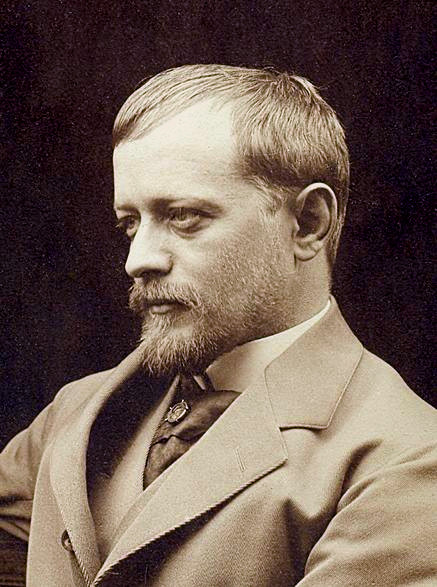
Otto Greiner im Jahre 1900

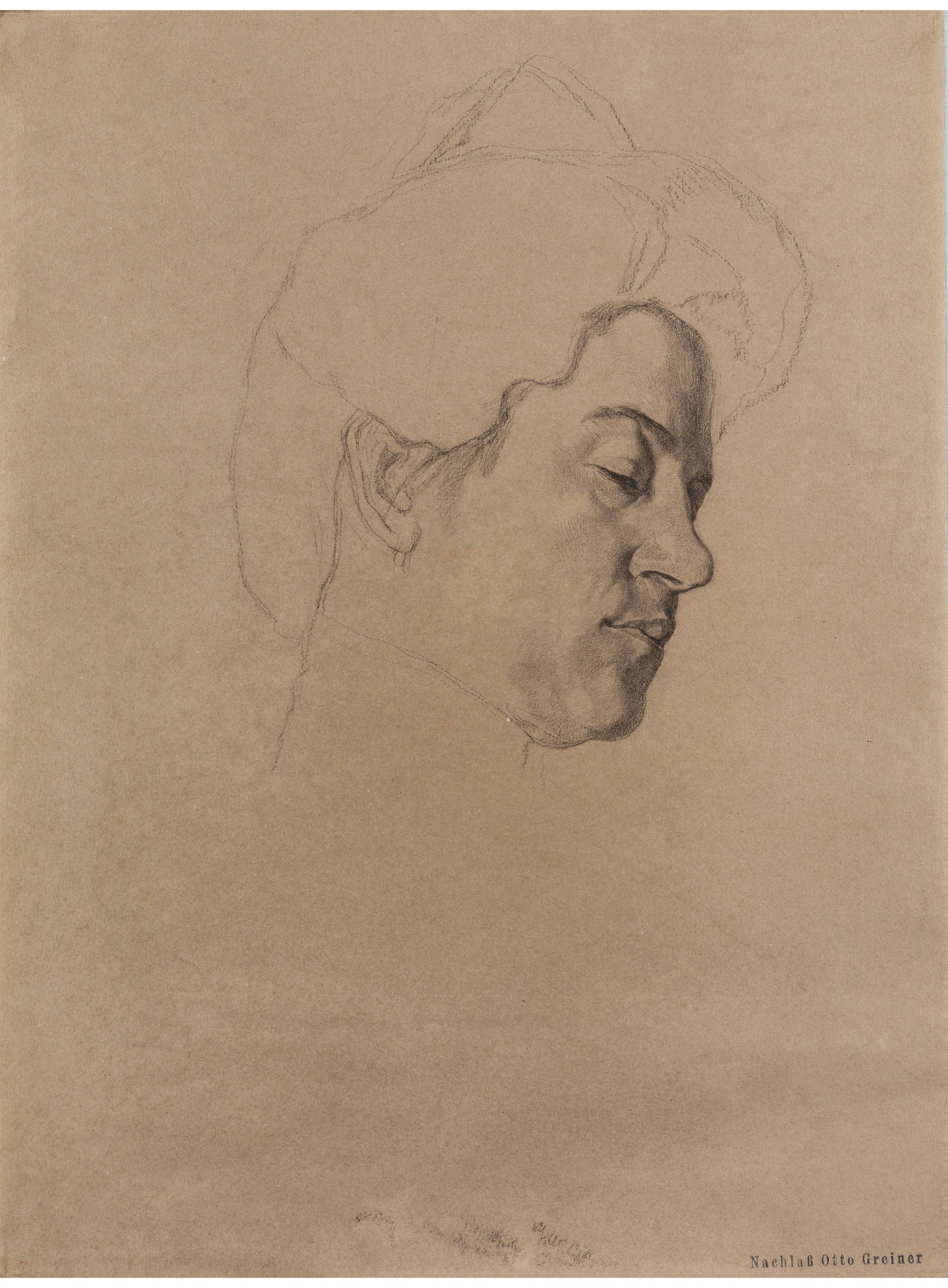
Otto Greiner: Nannina Greiner, um 1905

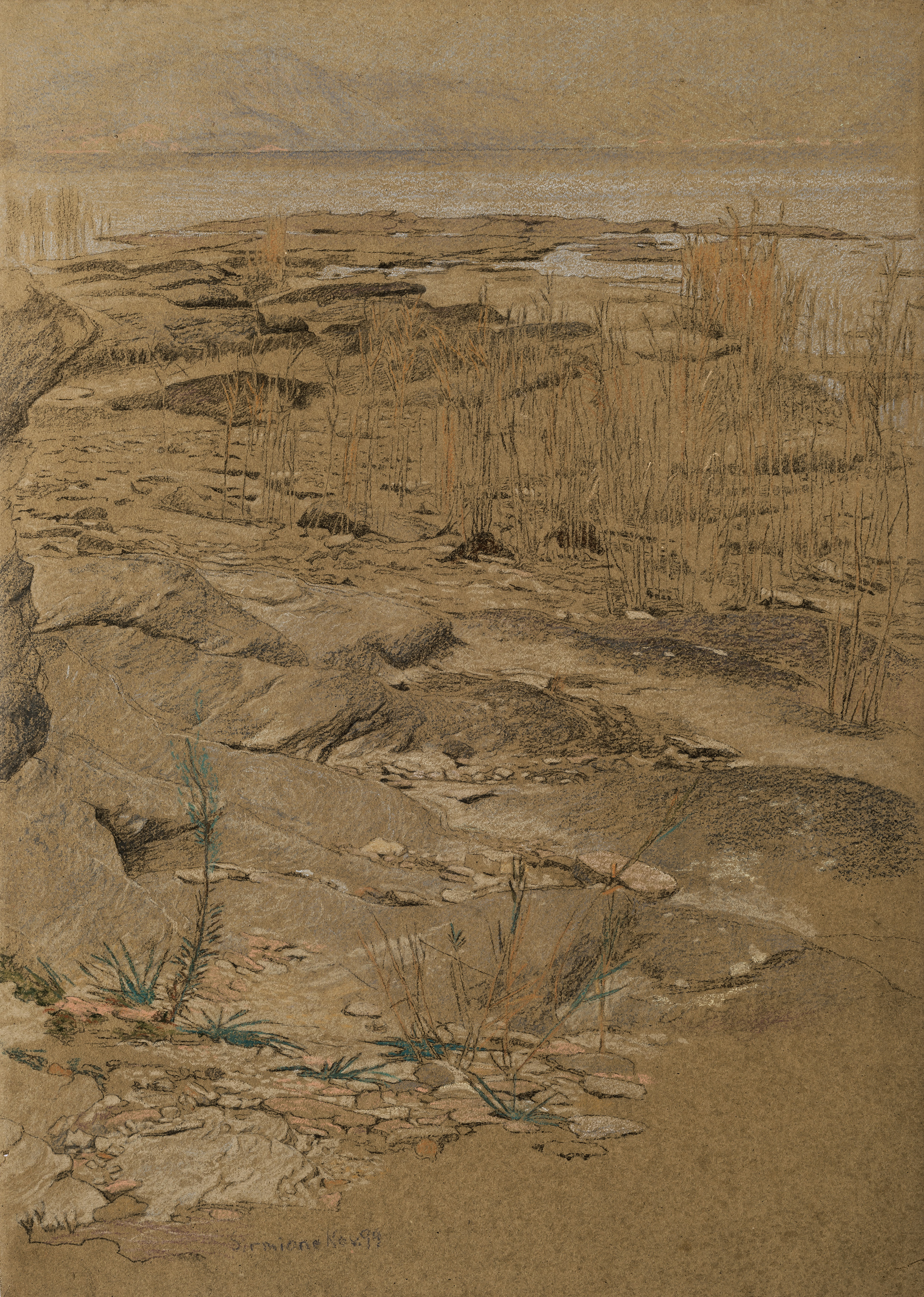
Otto Greiner: Sirmione am Gardasee, 1899

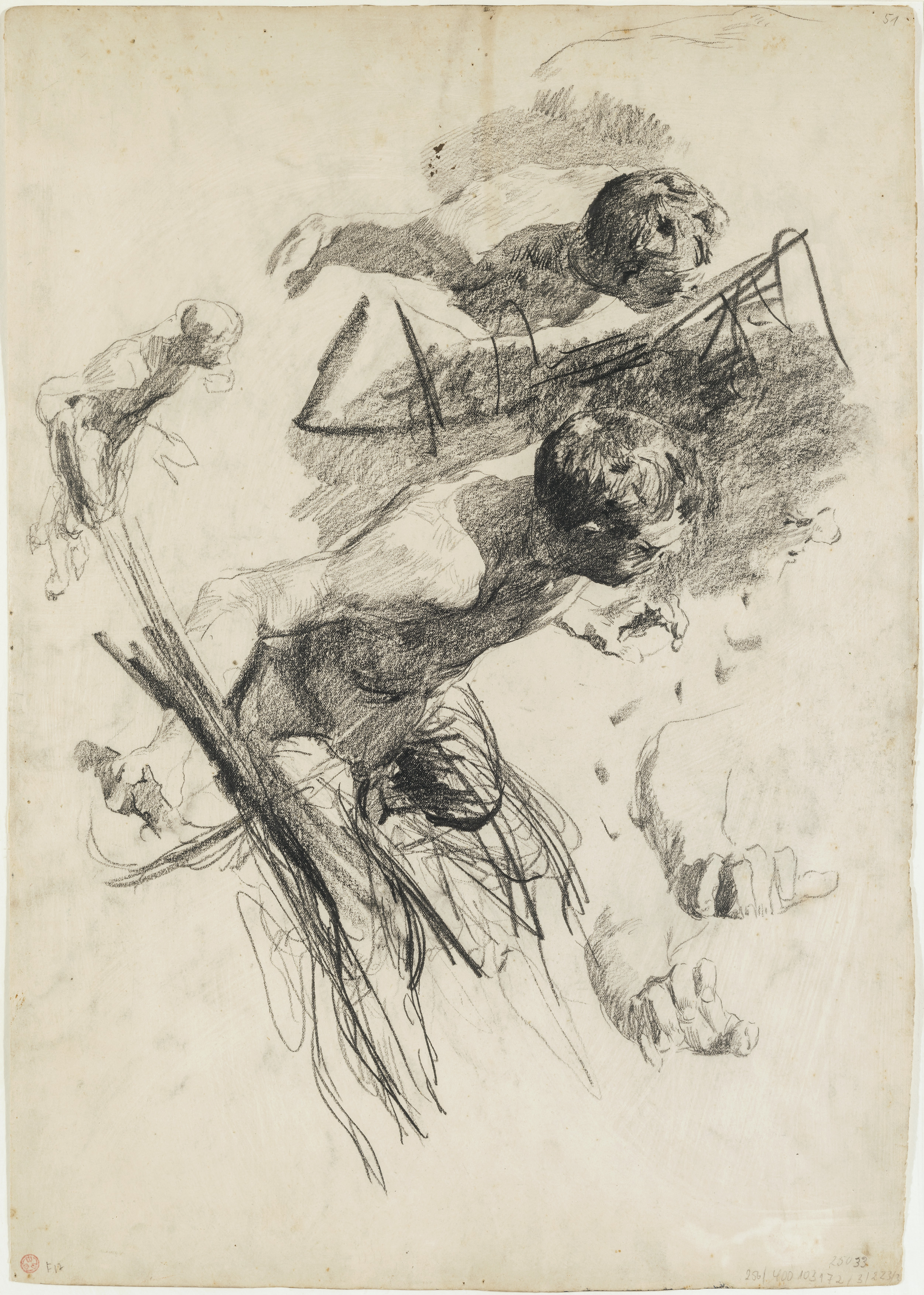
Otto Greiner: Fliehender Faun, 1892

Otto Greiner (* 16. Dezember 1869 in Leipzig; † 24. September 1916 in München; auch Ernst Otto Greiner) war ein deutscher Maler und Grafiker.

## Leben
Greiner trat 1884 als Lithografenlehrling in das Institut von Julius Klinkhardt in Leipzig ein. Nach der Lehre studierte er zwischen 1888 und 1891 unter Sándor Liezen-Mayer an der Akademie der Bildenden Künste in München. 1891 unternahm er seine erste Studienreise nach Italien, auf der er Max Klinger traf und sich mit ihm anfreundete. Zwischen 1892 und 1898 lebte er in München und Leipzig. 1892 zog er nach Rom, wo er Max Klingers früheres Atelierhaus hinter dem Kolosseum nutzte. Aus dieser Zeit stammt auch das bekannteste Porträt von Greiner, das Max Klinger 1905 in Rom von seinem Freund anfertigte; aus der dortigen Bekanntschaft mit Erich Wolfsfeld resultierte ein weiteres Porträt von 1909. 
Kriegsbedingt verließ er Anfang 1915 Italien und setzte seine Arbeiten bis zu seinem Tode im Jahr 1916 in München fort.

## Werk

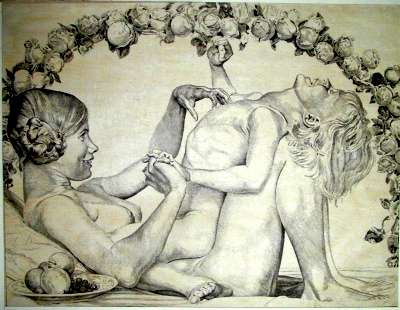
Lebensfreude (1915)

Otto Greiner kam über das grafische Handwerk zur Malerei. Sein Onkel war Lithograph in Leipzig. Greiner lernte in der Verlagsfirma Julius Klinkhardt das lithographische Handwerk, begann in der Privatschule von Arthur Haferkorn sich künstlerisch auszubilden. In dieser Zeit entstanden erste Aufträge wie Titelblätter von Festspielprogrammen, aber auch zeichnerische Studien und erste Drucke. Er verwandte als einer der ersten deutschen Künstler die Technik der Lithografie nicht nur zur Vervielfältigung, sondern auch zur eigenen gestalterischen Aussage. Bereits Adolph von Menzel experimentierte mit der Lithographie im künstlerischen Sinn. Greiners naturalistischen Darstellungen, die für seine Epoche typisch sind, finden heute weniger Interesse. 
Nach Angaben des Greiner-Biografen Hans W. Singer schuf er für seine größeren Arbeiten unzählige Studien. Für sein nicht mehr vollendetes Werk Triumph der Venus, das bei der Flucht aus Italien zurückbleiben musste, schuf er allein acht lebensgroß gemalte Aktstudien zu einer einzigen Nebenfigur. Ähnlich aufwändig waren die Vorstudien zu seinem Werk Hexenschule, die in Singers Biografie Meister der Zeichnung, Band vier als Reprint dargestellt werden.
Zu seinen wenigen großformatigen Monumentalgemälden zählen: Odysseus und die Sirenen, an dem er in Rom drei Jahre lang arbeitete (gilt gemeinhin seit dem Zweiten Weltkrieg als verschollen), Prometheus, Herkules bei Omphale (1905 in Rom entstanden), Hexenschule und sein einziger Zyklus Über die Frauen. 
Nach Aussagen des Zeitzeugen und Greiner-Sammlers Walter Steinweden wurde das Werk Odysseus und die Sirenen – aus dem Bestand des Leipziger Museums der Bildenden Künste – 1945 bei der Besetzung der Stadt durch russische Truppen zerstört, die das Gemälde kurzerhand aus dem Rahmen schnitten, um damit ein erbeutetes Klavier für den Abtransport abzudecken.
Das Werk Greiners gründet auf sorgfältiger grafischer Bearbeitung, im Besonderen bei der figürlichen Darstellung. Der Akt stand dabei häufig im Mittelpunkt seines Schaffens. Weiterhin schuf er zahlreiche Porträts und behandelte antike und phantastische Themen. Diese Themen bilden den Hauptteil seiner 112 grafischen Arbeiten und wenigen großen Gemälde. Eine dieser großformatigen Arbeiten – Herkules bei Omphale  – ist seit 2010 Teil der Sammlung der Staatsgalerie Stuttgart und erstmals wieder der Öffentlichkeit zugänglich. Die letzten beiden Monumentalgemälde Greiners, Auftragsarbeiten für das neu erbaute Haus der Deutschen Bücherei in Leipzig, blieben durch seinen überraschenden Tod unvollendet.